# 法蘭克塔
法蘭克塔（羅馬化：Frankikos Pyrgos）是一座曾存在於希臘雅典衛城上的中世紀塔樓。儘管該塔的建造日期和具體背景尚不清楚，但它可能是雅典公国宮殿的一部分，雅典公爵曾在1205年至1458年間統治雅典，這一時期被稱為拉丁人治下的希腊時期。
該塔位於衛城的西側，靠近被稱為山門的巨大入口。其歷史跨度相當長，曾經用作瞭望塔、燈塔、鹽庫和監獄等多種用途。在希臘獨立戰爭期間，塔樓被加高，用於囚禁革命家奧季塞阿斯·安茲魯措斯，他於1825年在此被處決。
法蘭克塔在雅典衛城的存在引起了爭議，特別是在1834年之後，當時希臘國王鄂圖一世的政府開始清理古典時期的遺跡。儘管該塔最初因其具有歷史和文化象徵意義而未被列入清理項目，但許多希臘人、尤其是考古學家認為它是外來文化對衛城的不適當介入。其中包括基里亞科斯·皮塔基斯和萊桑德羅斯·卡夫坦佐格魯等知名人物。1875年，在德國商人海因里希·谢里曼的贊助下，該塔最終被拆除，這一決定引起希臘以外地區的廣泛爭議和批評。

## 名稱
法蘭克塔這個名字反映了該塔與1205年至1458年間在雅典掌權的中世紀拉丁人治下的希腊統治者之間的假定聯繫。此外，它也被稱為「威尼斯塔」，這一名稱源於錯誤的信念，即它是在1205年至1458年期間建造的。值得注意的是，1687年至1688年期間，威尼斯人曾一度佔領雅典。
在奧斯曼帝國統治下，這座塔被稱為「Goulas」或「Koulas」（ουλάς/Kουλάς），這個名稱源於土耳其語中的「kule」，意思是「塔」。十七世紀時，法國醫生兼考古學家雅各布·斯彭記錄稱，這座塔俗稱「萊庫格斯軍火庫」，並被錯誤地認為其歷史可以追溯到公元前四世紀。然而事實上，該塔的建造年代並不明確。
1825年之後，這座塔有時被稱為「奧季塞阿斯塔」，以紀念希臘革命家奧季塞阿斯·安茲魯措斯，他於1825年被囚禁於此。此外，有時候也被稱為「托斯卡納塔」。

## 位置和外觀

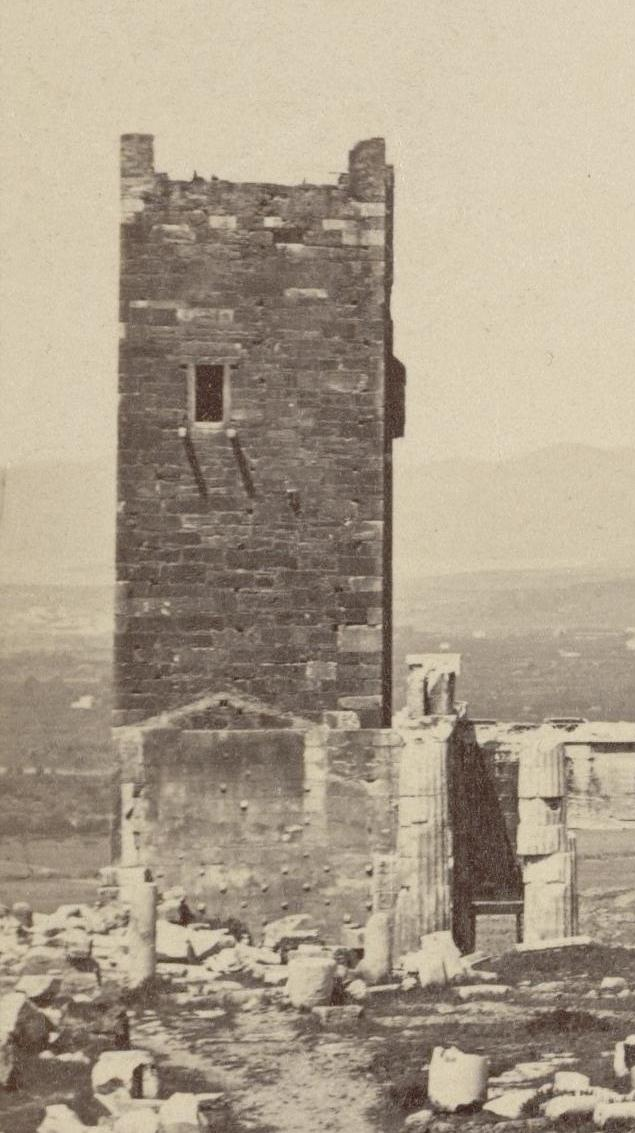
法蘭克塔的特寫視圖

法蘭克塔位於雅典衛城的西角，毗鄰山門。然而，有關兩座建築之間是否存在通道的問題尚不明確。根據19世紀的繪畫和照片，法蘭克塔的入口位於地面之上，位於東面的二樓，距離山門門楣上方約6公尺（20英尺）。文獻記錄證實可以通過外部木樓梯進入這扇門。此外，一些照片還顯示在西側有一個地面入口，這可能意味著塔的下部可能被用作監獄或儲藏室，與上部樓層分開。
法蘭克塔的建造材料主要來自彭代利山和比雷埃夫斯採石場，這些石材大量使用了衛城古建築的材料。它的形狀呈正方形，長28.5英尺（8.7米），寬25.5英尺（7.8米），牆底部厚度達5.75英尺（1.75米）。塔的高度達85英尺（26米），並可以通過木樓梯到達頂部，從那裡可以俯瞰阿提卡中部平原和周圍的群山。此外，塔的北側還附有一個小型的方形砲塔，突出於牆上，頂部設有一個用於點燃信號的裝置，可以從伯罗奔尼撒半島的科林斯衛城看見。
在奧斯曼帝國統治時期，這座砲塔裝有兩門小型加農炮，用於發出警報信號。 十七世紀末以後的草圖還顯示，法蘭克塔具有鋸齒狀的垛口。

## 歷史
有關法蘭克塔的建造日期仍為不確定性，且由於拆除後無法確定其是否重建，歷史學家們對其確切的建造和拆除時間存有疑問。然而有一個廣泛接受的觀點認為塔樓可能是由阿奇亞奧里家族建造，而該家族在1388年至1458年間統治雅典公国，正是他們將山門建築群改建成宮殿的時期。儘管如此，也有中世紀學者彼得洛克提出的觀點，認為這座塔可能歸因於雅典法蘭克公爵第一王朝的德拉羅什家族，他們在該遺址上有一處住宅，但沒有詳細說明。
十九世紀的古典主義者約翰·彭特蘭·馬哈菲試圖證明這座塔的歷史可以追溯到1687年至1688年間，威尼斯指揮官弗朗切斯科·莫羅西尼佔領雅典的時期，但這一理論並未成功，因為存在於佔領時期的雕刻證明了該塔的存在早於這一時期。
法蘭克塔在歷史上扮演了多重角色。它可能是雅典公爵宮殿「格蕾特之旅」靈感來源，該故事中描述了杰弗里·乔叟的《騎士的故事》中帕拉蒙被囚禁於此的場景。在奧斯曼帝國統治時期，這座塔被用作鹽庫和監獄，並在希臘獨立戰爭爆發時成為重要的歷史見證者。1821年，12名雅典貴族被奧斯曼當局作為人質囚禁於此，其中9人在1821年至1822年希臘叛軍圍攻衛城期間被處決，另外3人成功逃脫。為了提高塔的觀察性，它在1821年至1826年間被加高。此外，奧季塞阿斯·安茲魯措斯在1825年在此遭到囚禁和虐待，最終被殺害，根據十九世紀的觀察者報告指出，在塔上的窗戶下曾看到一根繩子，據稱是安德魯索斯在逃跑失敗時使用的。1870年代，數百隻貓頭鷹選擇在法蘭克塔上棲息。

## 拆除

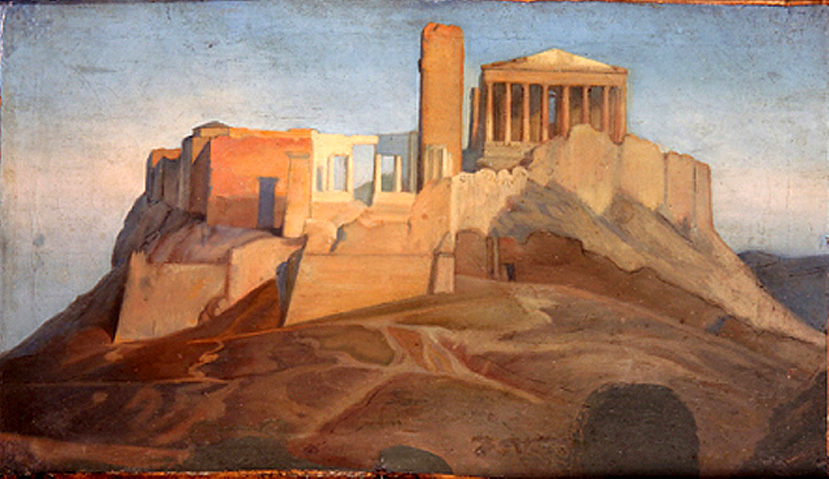
让·奥古斯特·多米尼克·安格尔在1840年代繪製的雅典衛城：中央可見法蘭克塔。
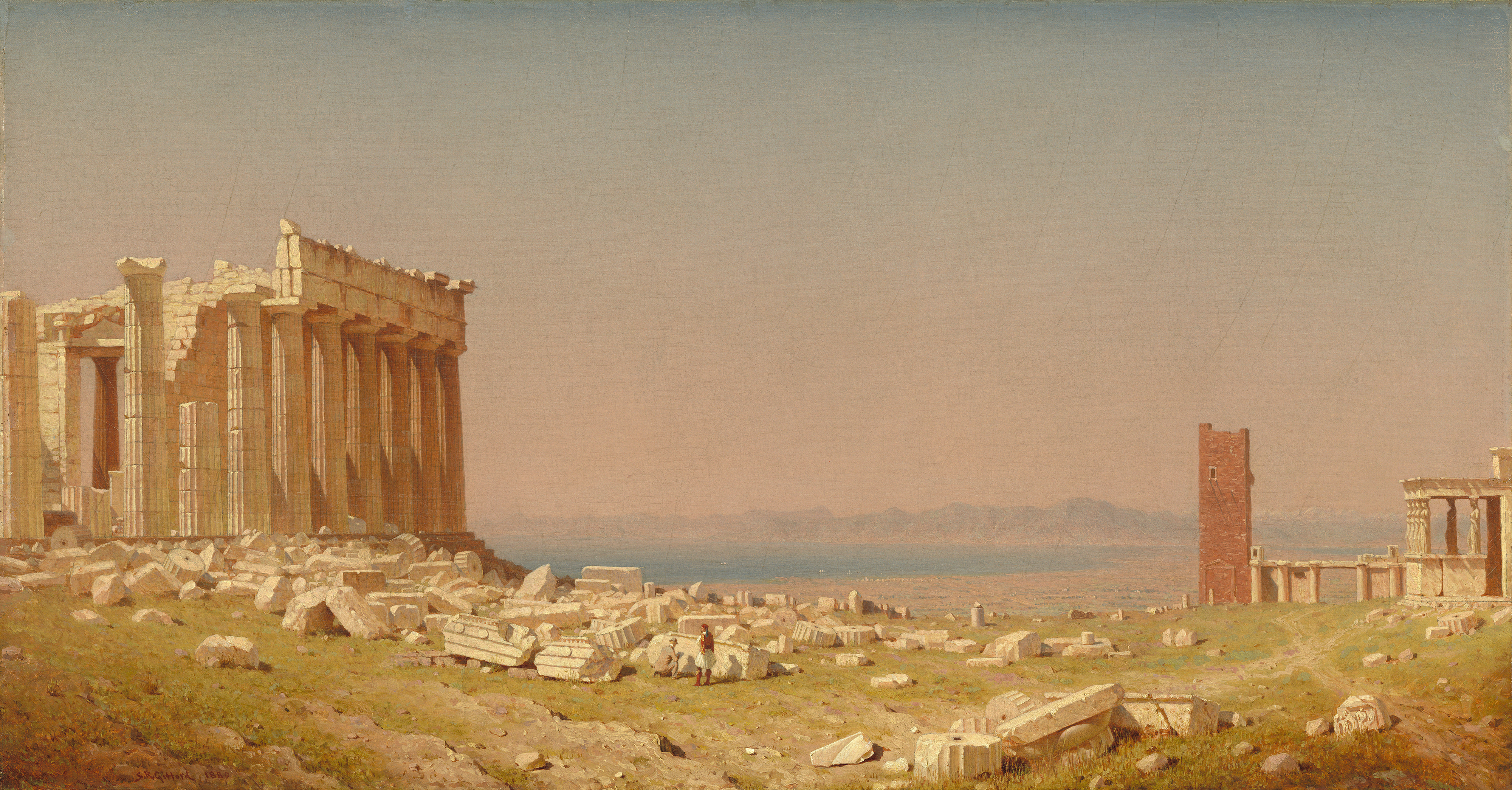
桑福德·羅賓遜·吉福德（英语：Sanford_Robinson_Gifford）於1880年所繪製的作品。
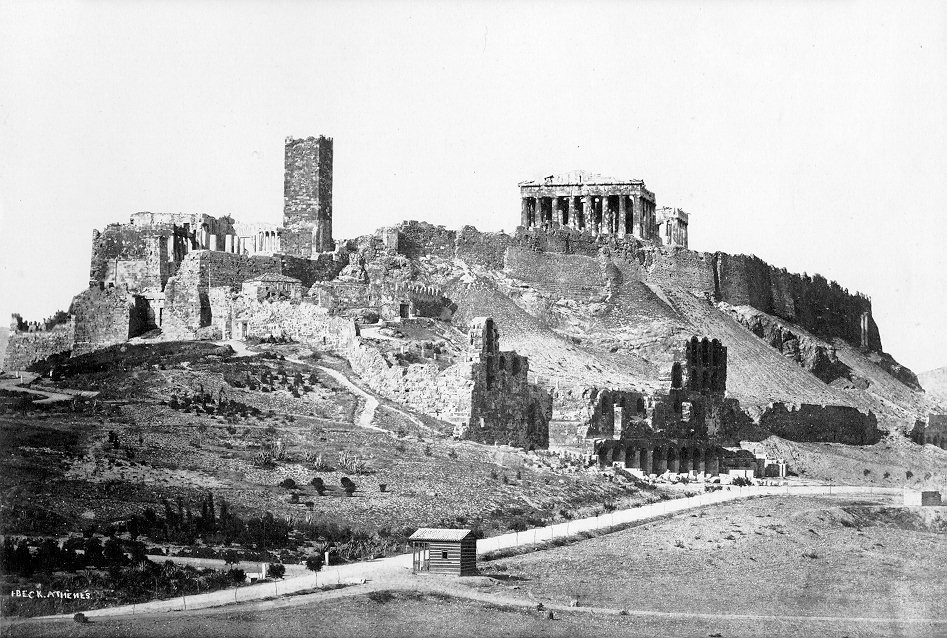
1872年的法蘭克塔
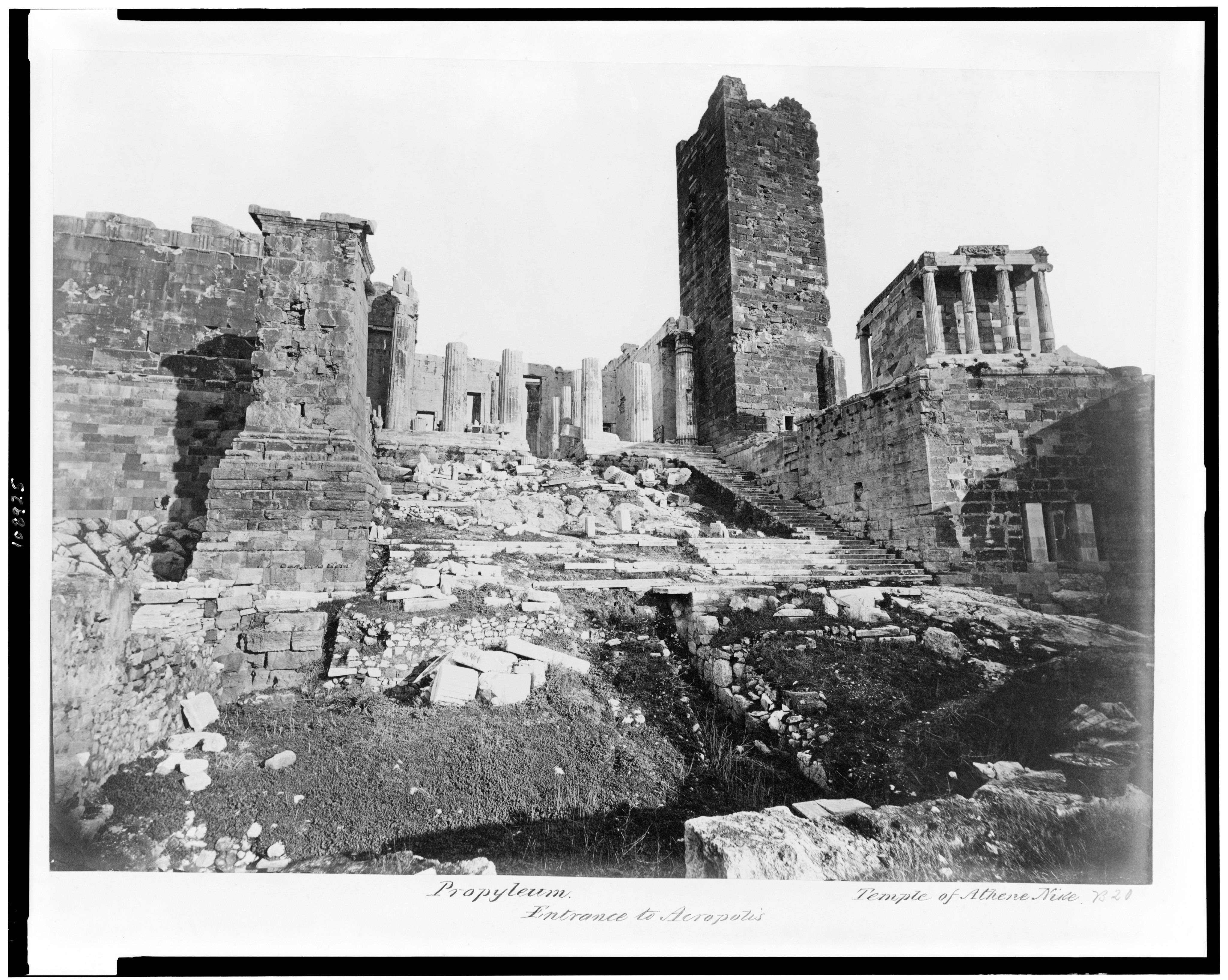
雅典衛城山門與蘭克塔

### 背景
希臘獨立戰爭之後，考古學家們開始提出針對拆除法蘭克塔的論點。一些考古學家認為，這座塔建造時所使用的斯波利亞（即重新利用的古代建築材料）可能包含有價值的銘文，而另一些人則認為這座塔是對衛城早期希臘遺蹟的入侵。
1834年7月，德國建築師莱奥·冯·克伦策抵達雅典並提出了城市發展的建議，在他的影響下，衛城於隨後的8月30日解除軍事化指定為考古遺址。儘管克倫策傾向於保留山門附近的中世紀建築，因為他認為這些建築具有迷人的風景價值，而卡爾·威廉·馮·海德克也持有相似的觀點。，此外，一些旅行者和小說家，如埃利奧特·沃伯頓，也認為該塔具有審美價值，並且已成為雅典衛城著名天際線的一部分。然而，克倫策的整體計劃是將古典遺跡從衛城移除，這引起了一系列爭議。
由於在早期對雅典衛城的繪畫和描述中，法蘭克塔經常出現，有人將其稱為「野蠻的哨兵」，並抱怨它擋住了帕德嫩神廟的視線。這種看法的支持者之一是考古學家基里亞科斯·皮塔基斯，他早期主張拆除法蘭克塔。此外，外國遊客也紛紛表達對這座塔的不滿，並將其形容為「野蠻人」的建築，甚至將其與「猛禽的糞便」相提並論。這種對法蘭克塔的貶低觀點在當時的希臘媒體上得到了廣泛傳播。不過，也有一些人對保留法蘭克塔提出了反對意見，特別在法國，由於這座塔被認為與法蘭克十字軍有關，被視為自豪的象徵，並代表古希臘和現代法國文化之間的連續性。該觀點的支持者認為拆除法蘭克塔將損害這種文化連續性，因此反對其拆除計劃。

### 執行
1874年夏天，德國考古學家和商人海因里希·施利曼造訪雅典。多年來，他一直試圖獲得在希臘進行考古挖掘的許可。最初，他嘗試申請奥林匹亚遺址的許可，後來又轉向邁錫尼遺址，然而，他的申請都未成功。然而在1874年6月29日，他向希臘古物總局提出了一個建議計劃資助拆除法蘭克塔。他聲稱這項工作將花費他12,000法郎，並將其解釋為為科學事業服務，儘管外界也認為這是他試圖討好希臘當局以加速獲得考古挖掘許可的手段。他相信這一拆除行動將受到歡迎，稱雅典的每個人都對這一前景感到滿意，唯一不滿的可能是住在塔中的數千只貓頭鷹。 施利曼還被授予了公佈在拆除過程中發現的任何銘文的權利，盡管最終未能實現。
施利曼提議這項拆除工作將由雅典考古學會執行，由其中的一位成員，雕塑家拿破崙·馬蒂內利指導。雅典考古學會的傑出成員兼希臘考古局局長雅帕納吉奧蒂斯·埃斯特拉迪亞迪斯獲得了部長級的批准，他監督施利曼在1874年7月1日支付首期4,000德拉克馬，以確保交易順利進行。然而，由於希臘國王喬治一世的干預，拆除行動的開始被推遲，希臘政府的部長們不願給予最終許可。施利曼又向考古學會贈送了9,000德拉克馬，最終該學會的委員會投票贊成拆除這座塔，儘管該學會主席菲利波斯·約安努n反對，認為摧毀這座塔將加劇外國對希臘對其中世紀古蹟保護不夠的抱怨。
法蘭克塔的除工程於1874年7月14日[始，並在施利曼的大力宣傳下進展順利。然而，幾天後，拆除工作因喬治國王的命令而暫停，這促使施利曼發表了一封憤怒的抗議信。1874年9月，由於種種原因，指導考古局的宗教事務和公共教育部宣布推遲拆除。最終這項行動在1875年7月3日恢復，並於同年10月2日完成。
考古歷史學家法尼·馬盧丘-圖法諾指出，當時正值东方危机爆發，這對仍然處於奧斯曼帝國統治下的巴爾幹地區產生了影響，激發希臘人的民族主義情感，因此他們視拆除後古典結構為一種加強民族自信和自信心的方式。這次拆除工程最終花費施利曼465英鎊，相當於2019年的46,943英鎊，也是迄今為止從雅典衛城拆除的最後一次建築。

### 影響
當時的拆除行動引起了相當多的批評。法國詩人泰奥菲尔·戈蒂耶將這座塔形容為「雅典地平線不可或缺的一部分」。英國歷史學家爱德华·奥古斯都·弗里曼於1877年7月21日發表了一篇匿名文章，後來以他的名義刊登在位於的里雅斯特的希臘報紙《Klio》上，譴責這次拆除行動是「微不足道」和「肆意的破壞」。然而，法蘭克希臘歷史學家威廉·米勒，卡夫坦佐格魯以及他的同事斯特凡諾斯·庫馬努迪斯代表雅典考古學會發表文章，為這次拆除辯護，稱其為「恢復雅典衛城光輝面貌的希臘特色，純淨且未受任何外來污染」。

### 來源
1. ↑  Lock 1986，第101頁.
2. 1 2 3 4 5  St. Clair 2022，第493頁.
3. ↑  St. Clair 2022，第190頁.
4. ↑  Hurwit 1999，第299頁.
5. 1 2  Lock 1986，第111–112頁.
6. ↑  Lock 1987，第132頁.
7. ↑  Miller 1908，第401–402頁.
8. ↑  Baelen 1959，第243頁.
9. ↑  Lock 1987，第131頁.
10. 1 2  Baelen 1959，第241頁.
11. ↑  Miller 1908，第401頁; Lock 1987，第133頁.
12. ↑  Lock 1986，第112頁.
13. 1 2 3 4  Giochalas & Kafetzaki 2013，第138頁.
14. ↑  St. Clair 2022，第282, 492頁.
15. ↑  Lock 1987，第133頁.
16. ↑  St. Clair 2022，第344頁.
17. 1 2  Moorehead 2016，第146頁.
18. ↑  Mallouchou-Tufano 2007，第38頁.
19. ↑  Athanassopoulou 2002，第295頁.
20. 1 2  St. Clair 2022，第495頁.
21. ↑  St. Clair 2022，第494頁; Hamilakis 2007，第92–93頁.
22. 1 2 3  Mallouchou-Tufano 1994，第76頁.
23. 1 2 3  Baelen 1959，第242–243頁.
24. 1 2  Baelen 1959，第242頁.
25. ↑  St. Clair 2022，第496頁.
26. ↑  Vasilikou 2011，第63頁.
27. ↑  Vasilikou 2011，第65頁.
28. ↑  St. Clair 2022，第492頁.
29. ↑  Hamilakis 2007，第92–93頁.
30. ↑  Mallouchou-Tufano 2007，第50頁.

### 書籍
- Athanassopoulou, Effie F. . Journal of Modern Greek Studies. 2002, 20 (2): 273–305. ISSN 1086-3265. S2CID 143979066. doi:10.1353/mgs.2002.0018.
- Baelen, Jean. . Bulletin de l'Association Guillaume Budé. 1959, 1 (2): 240–298  [2023-09-18]. doi:10.3406/bude.1959.3856. （原始内容存档于2015-09-24） （法语）.
- Giochalas, Thanasis; Kafetzaki, Tonia.   [Athens. Tracing the city through history and literature]. Athens: Estia. 2013. ISBN 978-960-05-1559-6 （希腊语）.
- Hamilakis, Yannis. . Oxford: Oxford University Press. 2007. ISBN 978-0-19-923038-9.
- Hurwit, Jeffrey M. . Cambridge: Cambridge University Press. 1999. ISBN 978-0-521-42834-7.
- Lock, Peter. . The Annual of the British School at Athens. 1986, 81: 101–123. S2CID 129263771. doi:10.1017/S0068245400020104.
- Lock, Peter. . The Annual of the British School at Athens. 1987, 82: 131–133. JSTOR 30103084. S2CID 163963456. doi:10.1017/S0068245400020384.
- Mallouchou-Tufano, Fani. . Economakis, Richard  (编). . Athens: Academy Editions. 1994: 69–85. ISBN 978-1-85490-344-0.
- Mallouchou-Tufano, Fani. . Valavanis, Panos  (编). . Athens: Kapon Press. 2007: 36–57. ISBN 978-0-89236-910-2.
- Miller, William. . London: John Murray. 1908.
- Moorehead, Caroline. . London: Tauris Parke Paperbacks. 2016. ISBN 978-1-78453-487-5.
- St. Clair, William.  (PDF). Cambridge: Open Book Publishers. 2022  [2023-01-07]. ISBN 978-1-78374-461-9. S2CID 248842303. doi:10.11647/OBP.0136 . （原始内容 (PDF)存档于2022-05-27）.
- Vasilikou, Dora.  [The Chronology of the Excavation of Mycenae, 1870–1878] (PDF). Athens: Archaeological Society of Athens. 2011  [2023-06-09]. ISBN 978-960-8145-87-0. （原始内容存档 (PDF)于2023-08-11）.

## 外部連結
- Photographs and paintings of the tower （页面存档备份，存于）, Archaeology of the City of Athens website, National Research Foundation （希臘語）
- Medieval Acropolis and Ottoman Acropolis at Ancient Athens 3D